# Osmanbegovo Selo
Osmanbegovo Selo este un sat din comuna Bijelo Polje, Muntenegru. Conform datelor de la recensământul din 2003, localitatea are 69 de locuitori (la recensământul din 1991 erau 107 locuitori).

## Demografie
În satul Osmanbegovo Selo locuiesc 48 de persoane adulte, iar vârsta medie a populației este de 36,4 de ani (38,4 la bărbați și 34,8 la femei). În localitate sunt 18 gospodării, iar numărul mediu de membri în gospodărie este de 3,83.
|  |

| Demografie | Demografie | Demografie |
| An         | Locuitori  | Locuitori  |
| ---------- | ---------- | ---------- |
|            |            |            |
|            |            |            |
|            |            |            |
|            |            |            |
| 1948       | 115        |            |
| 1953       | 136        |            |
| 1961       | 174        |            |
| 1971       | 148        |            |
| 1981       | 126        |            |
| 1991       | 107        | 107        |
| 2003       | 115        | 69         |

| \| Componența etnică conform recensământului din 2003[2] \| Componența etnică conform recensământului din 2003[2] \| Componența etnică conform recensământului din 2003[2] \| Componența etnică conform recensământului din 2003[2] \| Componența etnică conform recensământului din 2003[2] \| \| ----------------------------------------------------- \| ----------------------------------------------------- \| ----------------------------------------------------- \| ----------------------------------------------------- \| ----------------------------------------------------- \| \| \| \| \| \| \| \| Bosniaci \| Bosniaci \| \| 48 \| 69,56% \| \| Musulmani \| Musulmani \| \| 17 \| 24,63% \| \| Muntenegreni \| Muntenegreni \| \| 2 \| 2,89% \| \| Sârbi \| Sârbi \| \| 2 \| 2,89% \| \| necunoscută \| necunoscută \| \| 0 \| 0% \| |              |  |    |        |
| Componența etnică conform recensământului din 2003 |              |  |    |        |
| |              |  |    |        |
| Bosniaci | Bosniaci     |  | 48 | 69,56% |
| Musulmani | Musulmani    |  | 17 | 24,63% |
| Muntenegreni | Muntenegreni |  | 2  | 2,89%  |
| Sârbi | Sârbi        |  | 2  | 2,89%  |
| necunoscută | necunoscută  |  | 0  | 0%     |